# Cráneo de Calaveras

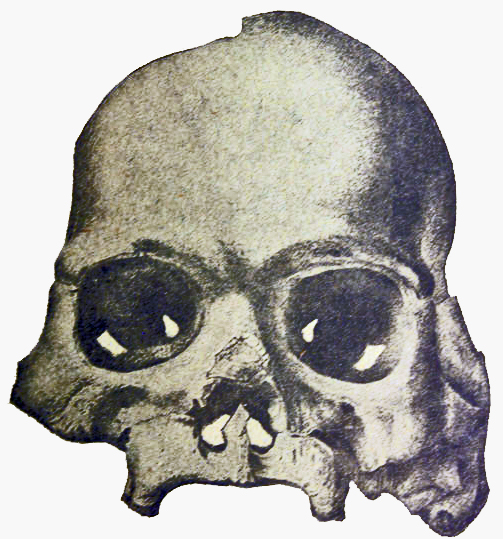
El Cráneo de Calaveras, del estudio preliminar de William Henry Holmes.

El Cráneo de Calaveras fue un cráneo humano descubierto por mineros en el Condado de Calaveras, California, que supuestamente demostraría que los humanos coexistieron con mastodontes y elefantes en California. Posteriormente se reveló ser un fraude.

## Historia
El 25 de febrero de 1866, unos mineros encontraron un cráneo humano bajo una capa de lava en una mina, a 39 m (130 pies) bajo tierra. Este cráneo fue entregado a Josiah Whitney, que en aquel entonces era geólogo del Estado de California, así como profesor de geología en la Universidad de Harvard. Un año antes que el cráneo atrajera su atención, Whitney había publicado su creencia sobre que los humanos, mastodontes y elefantes coexistieron, por lo que el cráneo solo sirvió como prueba de sus convicciones. Tras estudiarlo, anunció oficialmente su descubrimiento en una reunión de la Academia de Ciencias de California el 16 de julio de 1866, declarándolo como evidencia de la existencia del ser humano en América del Norte durante el Plioceno, por lo que sería el resto humano más antiguo del continente.
Sin embargo, su autenticidad fue rápidamente puesta en tela de juicio. En 1869, un diario de San Francisco indicaba que un minero le había contado a un sacerdote que el cráneo fue puesto en la mina como una broma. Thomas Wilson efectuó un análisis del contenido de flúor del cráneo en 1879 (siendo por primera vez usado en un hueso humano) cuyos resultados indicaron que era de origen reciente. Estaba tan difundida la creencia que se trataba de un fraude, que Bret Harte escribió en 1899 un poema satírico titulado "Al cráneo del Plioceno".
A pesar de esto, Whitney no dejó de creer que era auténtico. Su sucesor en Harvard, Frederic Ward Putnam, también creía en su autenticidad. Hacia 1901, Putnam estaba decidido a descubrir la verdad y se dirigió a California. Una vez allí, escuchó una historia según la cual, en 1865, se habían desenterrado varios cráneos de un cementerio indígena cercano y habían sido puestos en la mina para que sean encontrados por los mineros. Sin embargo, Putnam todavía no quiso declarar el cráneo como falso, diciendo que "Para satisfacción de un arqueólogo, sería imposible determinar el lugar en donde fue encontrado el cráneo". Otros, tales como los adeptos de la Teosofía, creían con firmeza en la autenticidad del cráneo.
Para complicar aún más el problema, una comparación detallada del cráneo con sus descripciones al momento de su descubrimiento revelaron que el cráneo que poseía Whitney no era el que había sido descubierto.
El antropólogo William Henry Holmes del Instituto Smithsoniano efectuó investigaciones hacia finales del siglo XIX. Determinó que los fósiles de animales y plantas descubiertos cerca del cráneo eran sin duda auténticos, pero que el cráneo era demasiado moderno y concluyó que "suponer que el hombre quedó sin cambios... por un millón de años, simplemente... es suponer un milagro". Igualmente J. M. Boutwell, mientras investigaba en 1911, uno de los testigos del descubrimiento le dijo que todo había sido un fraude. Los mineros de Sierra Nevada no le prestaron mucha atención a Whitney "por ser un hombre de la Costa Este de carácter muy reservado" y estuvieron "encantados" de haberle jugado semejante broma. Posteriormente, John C. Scriber, un tendero local, afirmó que él puso el cráneo, siendo la historia revelada por su hermana después de su muerte. La datación por radiocarbono efectuada en 1992 fijó la edad del cráneo en unos 1.000 años, situándolo a finales del Holoceno.
A pesar de la evidencia en su contra, el Cráneo de Calaveras continúa siendo citado por creacionistas como prueba que los paleontólogos ignoran la evidencia que no se encuadra en sus teorías, aunque otros han reconocido que el Cráneo de Calaveras es un fraude.